# Райхенбург
Райхенбург (нім. Reichenburg) — громада  в Швейцарії в кантоні Швіц, округ Марх.

## Географія
Громада розташована на відстані близько 120 км на схід від Берна, 30 км на північний схід від Швіца.
Райхенбург має площу 11,6 км², з яких на 8,9% дозволяється будівництво (житлове та будівництво доріг), 55,3% використовуються в сільськогосподарських цілях, 34,2% зайнято лісами, 1,6% не є продуктивними (річки, льодовики або гори).

## Демографія
2019 року в громаді мешкало 3825 осіб (+22% порівняно з 2010 роком), іноземців було 23,3%. Густота населення становила 331 осіб/км².
За віковим діапазоном населення розподілялося таким чином: 21,7% — особи молодші 20 років, 65,4% — особи у віці 20—64 років, 12,9% — особи у віці 65 років та старші. Було 1562 помешкань (у середньому 2,4 особи в помешканні).
Із загальної кількості 1424 працюючих 112 було зайнятих в первинному секторі, 701 — в обробній промисловості, 611 — в галузі послуг.